# ムアンマル・アル＝カッザーフィーの死

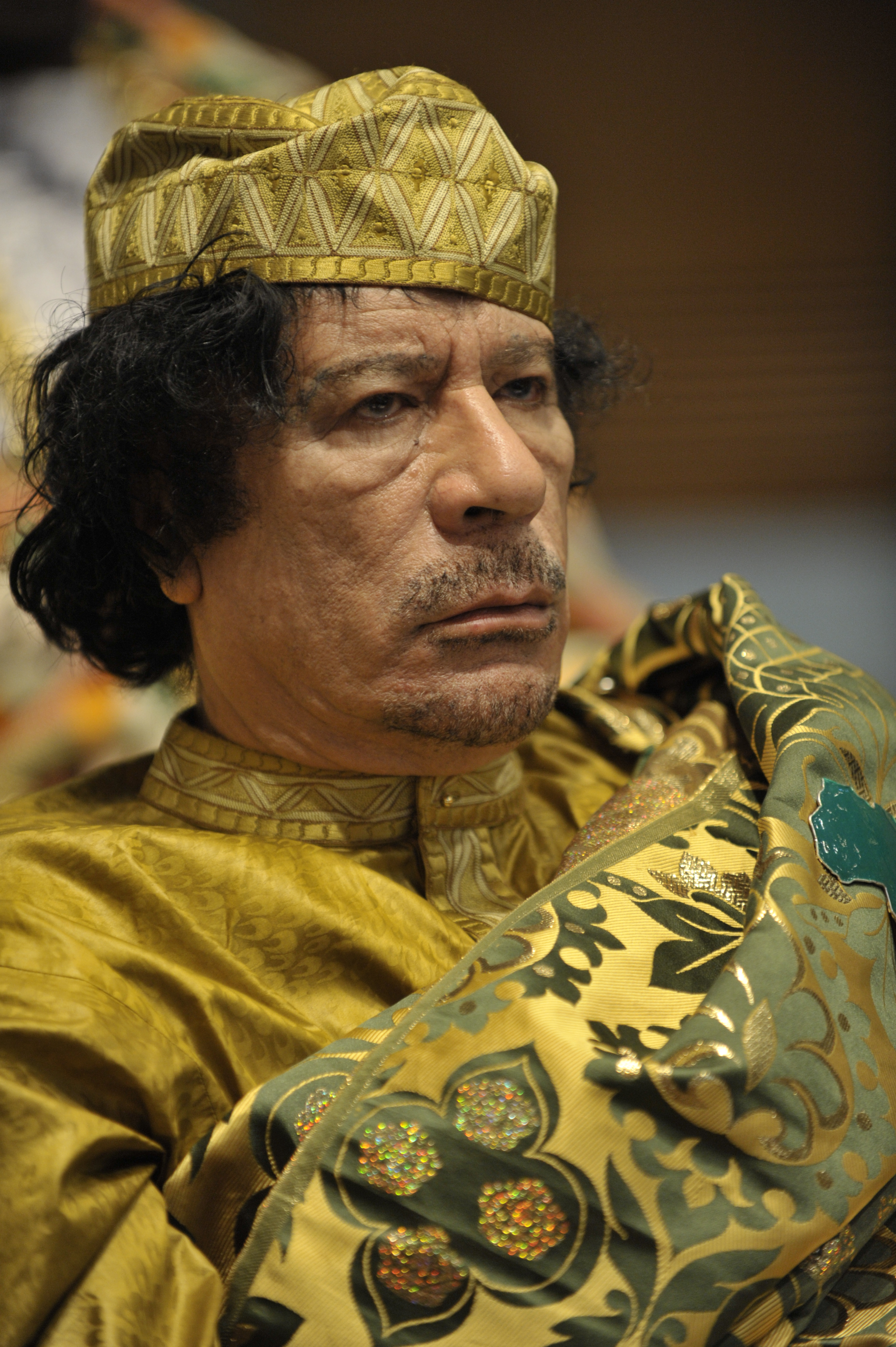
アフリカ連合出席時のムアンマル・アル＝カッザーフィー

この項目では、ムアンマル・アル＝カッザーフィーの死について記述する。リビアにおいて2011年2月15日に発生した革命最高指導者ムアンマル・アル＝カッザーフィー（以下カダフィ）に対する反政府運動は2011年リビア内戦へと発展し、半年後の8月23日に反カダフィ勢力であるリビア国民評議会によって首都トリポリが陥落。大リビア・アラブ社会主義人民ジャマーヒリーヤ国は事実上崩壊したもののカダフィは潜伏し、徹底抗戦する姿勢を示した。国民評議会が設定した9月9日の投降期限を過ぎても戦闘は続いた が、10月20日に出身地のスルトで殺害された。
北緯31度11分44秒 東経16度31分17秒 / 北緯31.19556度 東経16.52139度座標: 北緯31度11分44秒 東経16度31分17秒 / 北緯31.19556度 東経16.52139度

## 推移
10月20日午前8時、国民評議会がカダフィ勢力最後の拠点となったスルトに攻撃を開始。戦闘は約1時間半で終了し、制圧された。その際、2か月間スルトに潜伏していたカダフィは南アフリカ人などで構成された護衛が乗った数十台の車列を組み 逃亡を試みたが、フランス空軍の戦闘機ミラージュ2000とアメリカ空軍の無人攻撃機RQ-1 プレデターにより空爆を受ける。このため車列を離れたが反カダフィ勢力により身柄を拘束された。拘束された際、カダフィは黄金製の拳銃2丁と自動小銃を持っており、カーキ色の制服を着用、頭にはターバンを巻いている姿だった。
この時点では生きていたが、その後負傷し死亡した（死亡の経緯については後述も参照）。69歳であった。なお血まみれとなったカダフィと思われる人物の映像がアルジャジーラなどで放送されたほか、携帯電話でも映像が撮影され、上半身を裸にされ、車で引き回されるカダフィらしき人物の映像が残されている。
同日、マフムード・ジブリール暫定首相により、検視の結果、カダフィは頭に銃撃を受け死亡したことが確認されたと発表された。またカダフィの血液を採取してDNA鑑定を実施した結果、遺体がカダフィ本人であると確認したとも述べた。
10月20日にリビア国民評議会のアブドルハーフェズ・ホガ副議長がカダフィを拘束・殺害したと発表し、トリポリやミスラタでは群衆が歓喜の声をあげ、祝砲が鳴らされた。

## 最期の言葉
拘束時の発言としては「撃つな」、「何だ、何が起きているんだ」 といったものが伝えられている。反カダフィ勢力の兵士に囲まれた際には「息子たちよ、殺さないでくれ」と命乞いしたと伝えられた。
「恥を知れ」「お前らは罪を犯している」「恥知らずどもめ、こんなことが許されるのか！アッラーフ（神）が許さない！」とも発言したと報道された。

## 遺体の処置
死の直後、カダフィの遺体についてはすぐさま埋葬するかしばらく冷凍保存するか、埋葬するにも場所はどこにするか、という点で議論が巻き起こった。
イスラム教の戒律では死後24時間以内に埋葬しなければならないが、埋葬先をめぐって反カダフィ勢力内で対立があったほか、埋葬せずに一般人がカダフィの死を確認できるように数日間は冷凍保存すべきとの意見もあった。埋葬するにしても支持派の聖地とならないよう、埋葬先を極秘にする必要があり、そのため数日間をかけて場所を選定することとなり、埋葬の日がずれ込んだ。10月21日から24日にかけてカダフィの遺体がミスラタにあるショッピングセンターの冷蔵室に安置され、市民に公開された  。一般公開には多数の市民が訪れ、遺体に歓声が上がる場面もあった。
一般公開を終えた後カダフィの遺体は、五男（日本の報道では誤って四男とされた）の遺体と共に砂漠地帯に秘密裏に埋葬された。なおカダフィの遺族や彼の出身部族は、出身地であるスルトに埋葬するよう希望していた。

## 死因の謎
カダフィの死亡については前述のとおり検視やDNA鑑定が行われた他、遺体が公開されたため確実なものとなっているが、死亡の経緯については関係者の間で主張が食い違っている。特に、意図的に殺害したとする主張に関しては、事実であれば処刑であり、これは捕虜に対して拷問や処刑を禁じたジュネーヴ条約に違反する行為である。
このため国際連合ではカダフィの死因について調査を行うとしている。国際連合人権高等弁務官事務所の報道官ルパート・コルビルも詳細な情報が必要だと述べ、また人権団体アムネスティ・インターナショナルも、国民評議会に対して情報公開などを求めた。NATOによる軍事介入を批判してきたロシアのセルゲイ・ラブロフ外相は、偶発的な死亡ではないとして、国際的な調査を要求している。同様の要望は各国からも寄せられている。
以下では主な説を列挙する。

### 銃撃戦の末の死亡
ジブリール暫定首相の発表による。20日午前、NATOがシルトに対し空爆を開始したことを受け、同地に潜伏していたカダフィは車列を離れ、排水管に隠れた。しかし発見され、身柄を拘束される。その時点では無傷だったが、引き出される際に右腕に銃撃を受け負傷。トラックで護送しようとしたところカダフィ勢力、反カダフィ勢力の間で銃撃戦が始まり、これに巻き込まれたカダフィは頭部に銃撃を受けた。ただし、いずれの側の弾を受けたのかは不明とされている。また検視した医師は致命傷となったのは腹部の傷であるとも述べている。カダフィはミスラタの病院に搬送されたが、到着する数分前に死亡した。

### 護衛による狙撃
反カダフィ勢力の兵士の証言として、カダフィの護衛が胸を狙撃したとの情報も流れた。

### 兵士による処刑
民兵により銃殺されたとの説は、死亡したとの報道が流れた直後より存在した。これも諸説が存在する。
現地司令官ムハンマド・リースの証言による。乗っていたジープを銃撃されたカダフィは排水管に逃げ込んだ。さらに銃撃されたためAK-47など銃を手に外に出てきたところを、兵士に肩と脚を撃たれ死亡した。銃撃戦に巻き込まれたとするジブリール暫定首相の説明とは異なるが、カダフィが排水管に逃げたという点は一致している。
反カダフィ勢力のサナド・サデク・ウレイビと名乗る1989年生まれの兵士がYoutubeに投稿した映像で主張した内容による。女性や子供と共に歩行中のカダフィを見つけ平手打ち。連行先についてベンガジかミスラタか兵士同士で揉めたため、ベンガジ連行を主張した兵士がその場で2発銃撃し、カダフィは30分後に死亡。
現地では、未成年の19歳の兵士がカダフィを狙撃したとの報道もなされた。先述のウレイビは1989年生まれが事実であれば2011年時点で少なくとも21歳に達しており、19歳少年説とはまた異なる。

## 同時に死亡した人物
五男アル＝ムアタシム＝ビッラーフ・アル＝カッザーフィーも頭や首に銃弾を受けて死亡している。カダフィと共に秘密の場所に埋葬された。

## 世界の反応

### 国際機関
- 国際連合 - 潘基文事務総長は報復ではなく回復と再建の時であると強調[36]。
- NATO - アナス・フォー・ラスムセン事務局長は、国民が相互の違いを乗り越え明るい未来を築くよう要望する声明を発表[37]。

### アジア
- 中国 - 姜瑜外交部副報道局長は、社会安定と経済再建、人民の幸福を望むと声明[38]。
- イラン - サレヒ外相はアブドルジャリル国民評議会議長に宛てた祝電の中で、リビア国民の勝利と国家の解放を歓迎すると表明[39]。
- 日本 - 玄葉光一郎外務大臣は治安の安定と、復興に向けた環境が整うことを期待すると談話を発表[40]。野田佳彦首相は10月21日時点ではコメントをしなかった[41]。
- 韓国 - 柳佑益統一部長官は、カダフィは大量破壊兵器の放棄が原因ではなく、国民から見捨てられたため悲惨な最期を迎えたとの見解を表明[42]。
- 北朝鮮 - カダフィと関係が深かったためか、各国が死亡直後に声明を発表したのとは対照的に、沈黙を保った[43]。

### ヨーロッパ
- イギリス - デービッド・キャメロン首相は、カダフィによる犠牲者を追悼する日になると表現[37]。
- ドイツ - アンゲラ・メルケル首相は、リビア民主化に向けた支援を行うと声明[37]。
- イタリア - シルヴィオ・ベルルスコーニ首相は、リビアにおける戦争は終わったと称賛[44]。
- オランダ - マルク・ルッテ首相は事実であれば良いニュースであると発言[44]。
- ロシア - ドミートリー・メドヴェージェフ大統領は、リビアの平和到来を願うと声明。カダフィの運命はリビア国民が決めるべきとも[45]。

### 南北アメリカ
- ベネズエラ - カダフィの盟友でもあったウゴ・チャベス大統領は暗殺であると非難。カダフィは偉大な革命家、殉教者として記憶されると哀悼の意を表明[46]。
- アメリカ合衆国 - バラク・オバマ大統領は、リビアの歴史で画期的な日となったと歓迎する声明を発表[36]。数日前にリビアを電撃訪問したヒラリー・クリントン国務長官は、テレビでカダフィ死亡の報に接し雄叫びをあげた[47]。

### 中東
- サウジアラビア - 英字新聞アラブ・ニューズ電子版はカダフィ死亡を歓迎する社説を掲載[48]。
- リビア - オウン在日本リビア全権大使臨時代理は、カダフィ死亡は全てのリビア人が待ち望んでいたことだと声明[47]。